# Mbumba Ier Muteba a Kat
Mbumba Ier Muteba a Kat (mort vers 1883) est le 12ème souverain de l'empire lunda de 1874 à 1883.

## Biographie
Fils de Muteba II a Chikombe (uk), son nom de naissance est Ambumba. Son père est nommé sanama (gouverneur) de la région de Tenga, dans la vallée du fleuve Kasaï. En 1869, il entretient des relations amicales avec les portugais.
En 1873, son père fut renversé par Mbal II. Abumba s'oppose à ce dernier, qu'il bat et renverse en 1874, devenant le nouveau dirigeant sous le nom de Mbumba Ier Muteba a Kat.
Il s'appuya sur les Portugais d'Angola pour se maintenir sur le trône. Dans le même temps, il doit affronter les tribus Chokwe, qui s'immiscent de plus en plus dans les affaires Lunda. Mbumbu Ier fut finalement renversé en 1883, et le reste de l'État déclina rapidement, les Chokwe prenant le relais en 1885 et les souverain lundas deviennent des dirigeants nominaux.

## Sources
- Edgerton, Robert B., Le cœur troublé de l'Afrique : une histoire du Congo. New-York, 2002.
- Sociétés créoles dans l'empire colonial portugais